# Дерманська Друга сільська рада
Де́рманська Дру́га сільська́ ра́да — колишній орган місцевого самоврядування у Здолбунівському районі Рівненської області. Адміністративний центр — село Дермань Друга.

## Загальні відомості
- Дерманська Друга сільська рада утворена 1 квітня 1992 року.
- Територія ради: 24,887 км²
- Населення ради: 1 107 осіб (станом на 2001 рік)
- Територією ради протікає річка Устя.

## Населені пункти
Сільській раді були підпорядковані населені пункти:
- с. Дермань Друга

## Склад ради
Рада складалася з 16 депутатів та голови.
- Голова ради: Товстий Юрій Антонович
- Секретар ради: Михайлова Оксана Петрівна

### Керівний склад попередніх скликань
| Прізвище, ім'я, по батькові | Основні відомості                                                               | Дата обрання | Дата звільнення |
| --------------------------- | ------------------------------------------------------------------------------- | ------------ | --------------- |
| Кухарець Софія Павлівна     | Сільський голова, 1957 року народження, позапартійна                            | 26.03.2006   | 31.10.2010      |
| Товстий Юрій Антонович      | Сільський голова, 1958 року народження, освіта середня спеціальна, безпартійний | 31.10.2010   |                 |

Примітка: таблиця складена за даними сайту Верховної Ради України

## Населення
За переписом населення України 2001 року в сільській раді мешкали 1063 особи.

### Мова
Розподіл населення за рідною мовою за даними перепису 2001 року:
| Мова       | Відсоток |
| ---------- | -------- |
| українська | 99,28 %  |
| російська  | 0,63 %   |
| білоруська | 0,09 %   |